# Жарихино
Жарихино — деревня в Торопецком районе Тверской области России. Входит в состав Плоскошского сельского поселения.

## География
Деревня расположена в северо-западной части района, на левом берегу Куньи. Находится на расстоянии примерно 60 км к северо-западу от Торопца и в 30 км к юго-западу от Плоскоши. Ближайший населённый пункт — деревня Пестряково (2,2 км).
Климат
Деревня, как и весь район, относится к умеренному поясу северного полушария и находится в области переходного климата от океанического к материковому. Лето с температурным режимом +15…+20 °С (днём +20…+25 °С), зима умеренно-морозная −10…−15 °С; при вторжении арктических воздушных масс до −30…-40 °С.
Среднегодовая скорость ветра 3,5—4,2 метра в секунду.

## История
До 2005 года деревня входила в состав упразднённого в настоящее время Пестряковского сельского округа.

## Население
| 2010 |
| ---- |
| 1    |

По данным переписи 2002 года, в деревне проживало 4 человека.
Национальный состав
Согласно результатам переписи 2002 года, в национальной структуре населения русские составляли 100 % .